# Bekyně pižmová
Bekyně pižmová (Euproctis similis) je druh nočního motýla z čeledi bekyňovitých, který se vyskytuje i na území České republiky.

## Popis

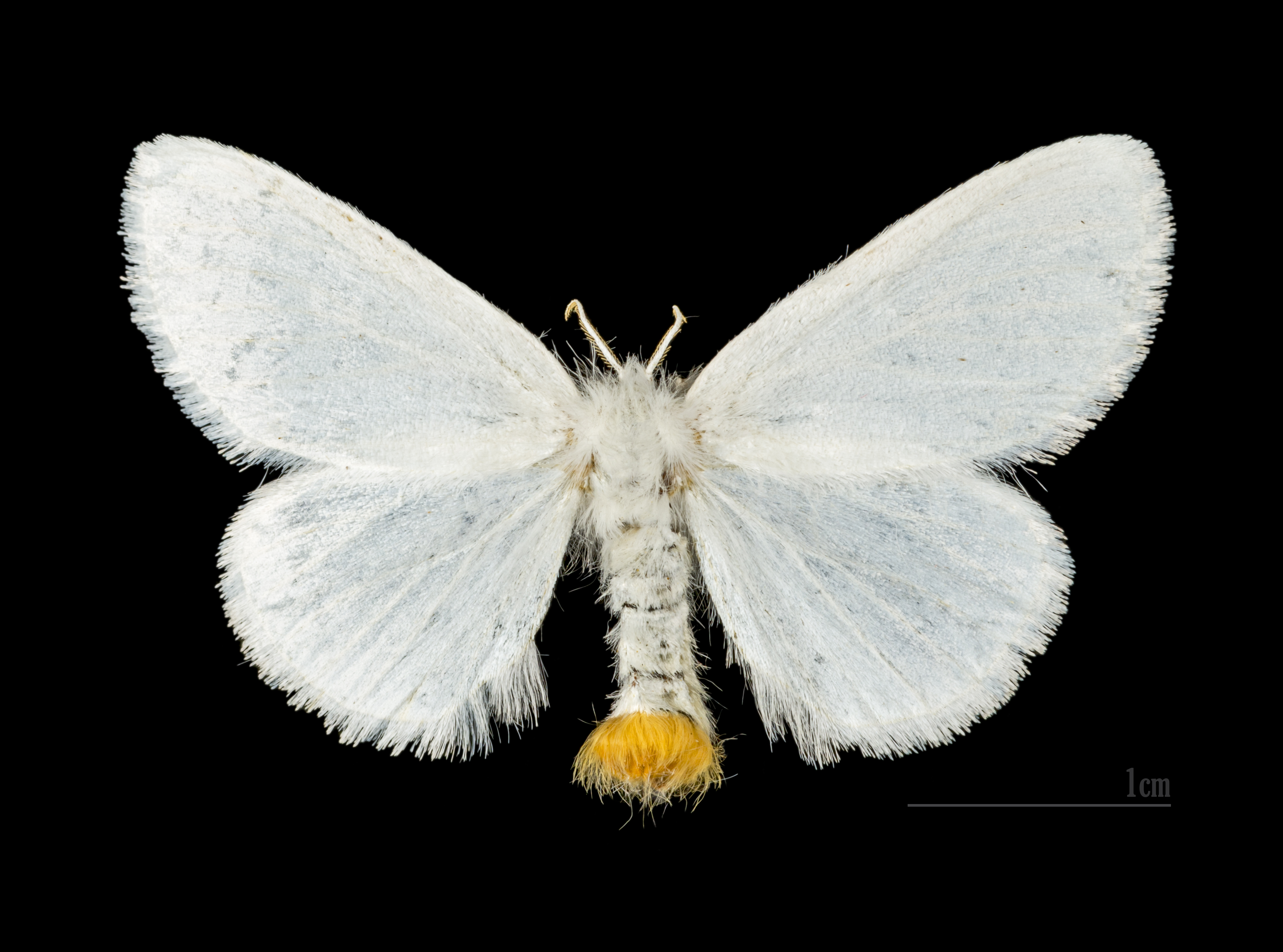
Sbírkový exemplář (samice)

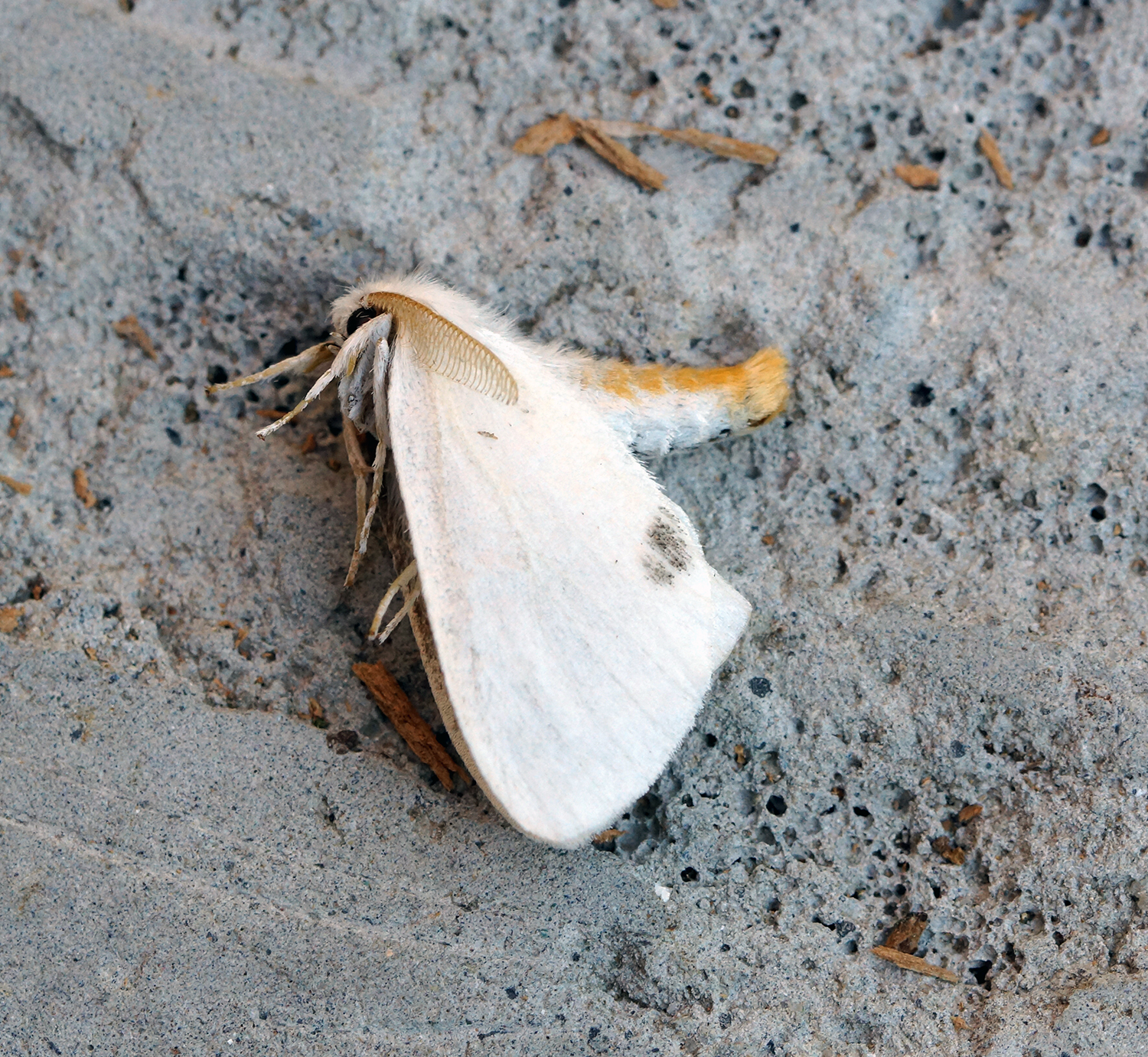
Dospělec (samec) v obranné pozici

Rozpětí křídel dospělce činí přibližně 28–35 mm. Oba páry křídel jsou bílé, jen v zadním rohu předních křídel bývá hnědá skvrnka. Obě pohlaví jsou zbarvena stejně, samci ale bývají menší, mají štíhlejší zadeček a – jak je pro bekyně typické – dlouze hřebenitá tykadla. Konec zadečku je u obou pohlaví pokrytý oranžovými chloupky, u samic je celkově masivnější.

Vysoce zaměnitelným druhem je bekyně zlatořitná. Ta má výrazněji oranžový zadeček a odlišné skvrny na křídlech.
Vajíčka jsou uložena v hromadných snůškách, překrytých na povrchu chloupky.
Housenka je černá, celá pokrytá šedavými chloupky. Středem hřbetu se táhne zdvojená, poměrně široká, oranžová čára. Podobná, ale tenčí linka probíhá po bocích, nad základnou panožek. Výrazné jsou také chomáčky krátkých bílých chloupků, které se táhnou v linii na rozhraní hřbetu a boků. Na 4. a 11. článku je na hřbetě černá vyvýšenina. Dorostlá housenka může měřit cca 35 mm.

Také housenky jsou velmi podobné housenkám bekyně zlatořitné. Ty mají ale na hřbetě menší podíl oranžové plochy než housenky bekyně pižmové.

## Rozšíření
Bekyně pižmová se vyskytuje v Evropě, kde tvoří severní hranici jejího výskytu střední Skandinávie. Lze se s ní setkat také v Asii a Severní Americe. V ČR je považována za hojný druh, ve srovnání s bekyní zlatořitnou je ale vzácnější.

Preferovaným biotopem tohoto druhu jsou, podobně jako u bekyně zlatořitné, řídké listnaté lesy a lesostepi, případně ovocné sady, zahrady a stromořadí. Toleruje ale i vlhčí a chladnější stanoviště.

## Bionomie
Motýli létají od června do srpna. Oplozené samičky kladou snůšky vajíček na rub listů živných rostlin, kterými mohou být duby, topoly, lípy, v zahradách a sadech pak jabloně, třešně či švestky. Housenky se líhnou v srpnu či září a po přezimování je lze na stromech nalézt opět mezi dubnem a koncem května. Oproti housenkám bekyně zlatořitné žijí méně pospolitě, i pro přezimování si vytvářejí solitérní zámotky, zpravidla ve škvírách kůry stromů. Také jarní žír probíhá méně lokalizovaně (housenky bekyně zlatořitné se při něm zdržují v okolí hnízda). Ve středoevropských podmínkách se během roku tvoří jen jedna generace, v jižní Evropě mohou být i dvě.

## Ekologické vztahy
Housenky bekyně pižmové se stávají potravou hmyzožravých ptáků, sbírají je například sýkory či žluva hajní. Parazitují na nich také různé druhy lumků.

## Hospodářský význam
Významnost druhu z lidského hlediska je diskutabilní; některé zdroje jej jako škůdce vedou v patrnosti, jiné škodlivost vysloveně odmítají. Ve srovnání s bekyní zlatořitnou není žír housenek tak koncentrovaný, nedochází tudíž k holožírům.

## Galerie

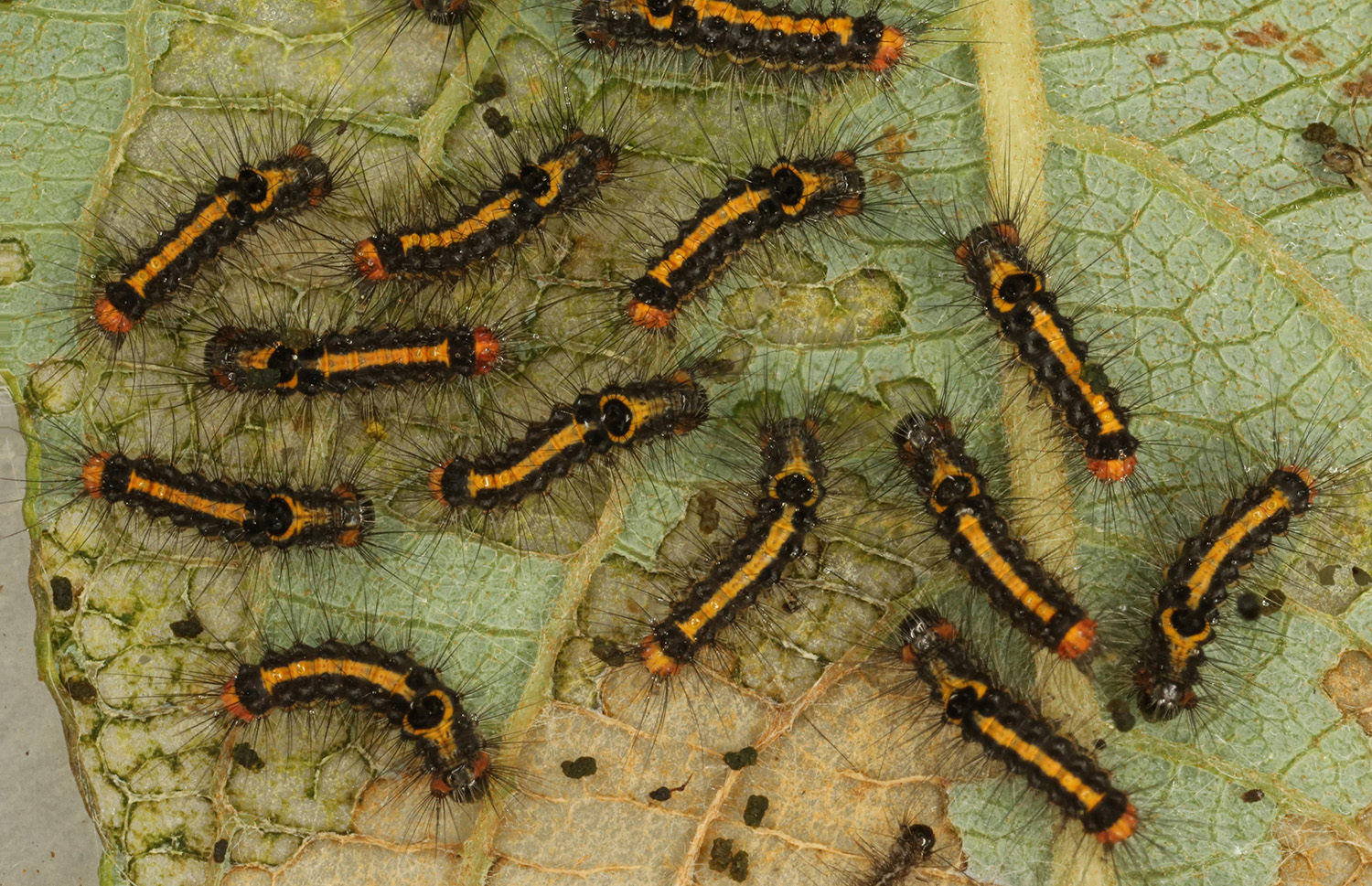
Mladé housenky
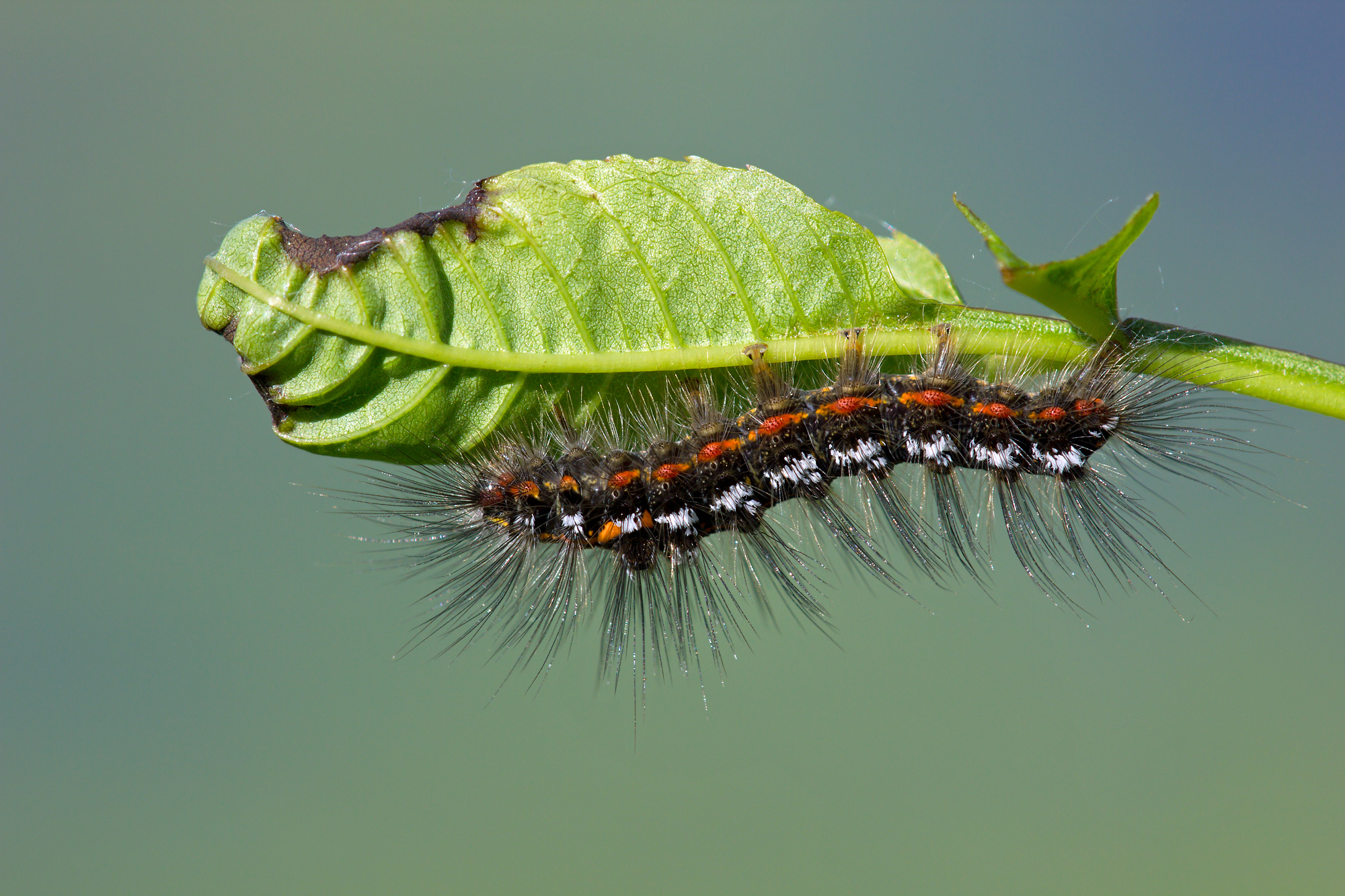
Dorostlá housenka
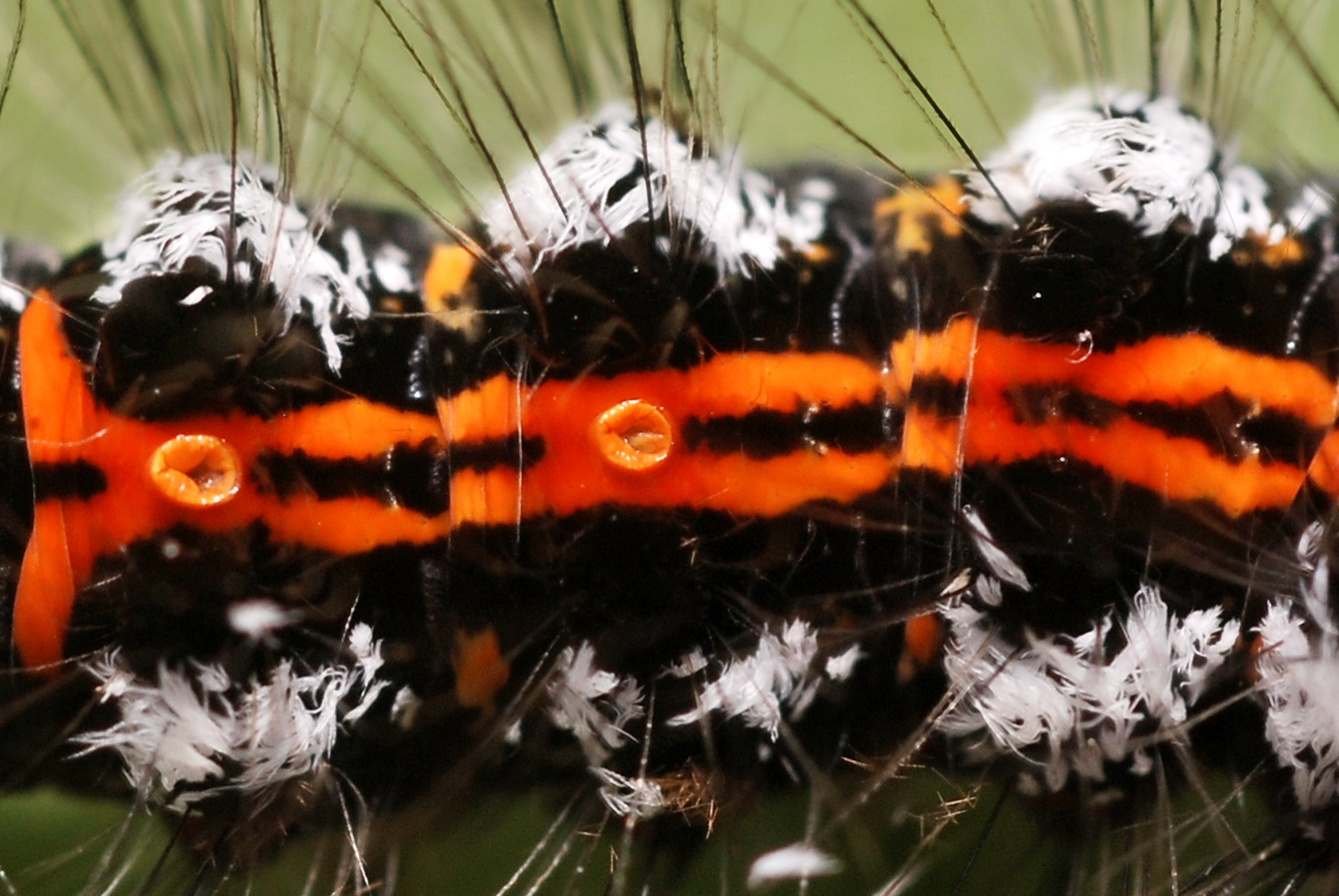
Detail kresby na hřbetě housenky